# Calligrapha verrucosa
Calligrapha verrucosa är en skalbaggsart som först beskrevs av Christian Wilhelm Ludwig Eduard Suffrian 1858.  Calligrapha verrucosa ingår i släktet Calligrapha och familjen bladbaggar. Inga underarter finns listade i Catalogue of Life.

## Bildgalleri

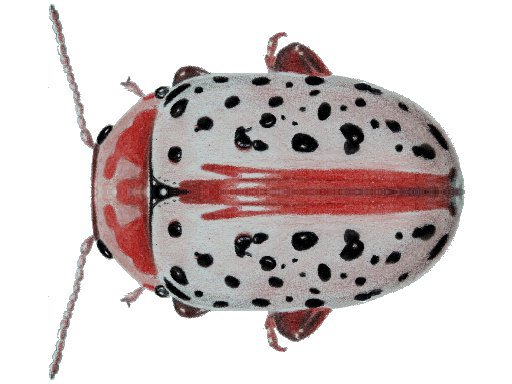